# Ewyas Harold Castle
Ewyas Harold Castle är ett slott i Storbritannien.   Det ligger i grevskapet Herefordshire och riksdelen England, i den södra delen av landet, 200 km väster om huvudstaden London. Ewyas Harold Castle ligger 98 meter över havet.
Terrängen runt Ewyas Harold Castle är platt åt nordost, men åt sydväst är den kuperad. Runt Ewyas Harold Castle är det ganska tätbefolkat, med 93 invånare per kvadratkilometer. Närmaste större samhälle är Hereford, 16,9 km nordost om Ewyas Harold Castle. Trakten runt Ewyas Harold Castle består till största delen av jordbruksmark.